# كليمنت سانشيز
كليمنت سانشيز (بالإسبانية: Clemente Sánchez)‏ (9 يوليو 1947 بمونتيري في المكسيك - 25 ديسمبر 1978) هو ملاكم مكسيكي، صنّف ضمن فئة وزن الخفيف ووزن الريشة السوبر ‏ ووزن الريشة ‏.

## إحصائيات
خاض خلال مسيرته 59 نزالا، فاز في 45 وتعادل في 3 وخسر في 11. فاز بالضربة القاضية في 29 نزالا.

## روابط خارجية
- كليمنت سانشيز على موقع بوكس ريك (الإنجليزية) (registration required)